# 瑪定四世
瑪定四世（拉丁語：Martinus PP. IV；約1210年—1285年）本名布列的西滿或布里翁的西滿或曼潘西安的西滿（Simon de Brie或Simon of Brion或Simon of Mainpincien），1281年2月22日當選教宗，同年3月23日即位至1285年3月29日為止。

## 譯名列表
- 馬蒂諾四世：天主教香港教區禮儀委員會：禧年專頁 （页面存档备份，存于）作馬蒂諾。
- 四世：香港天主教教區檔案　歷任教宗作。
- 馬丁四世：《大英簡明百科知識庫》2005年版[永久]、國立編譯舘[永久]作馬丁。
- 马丁四世：《世界人名翻譯大辭典》1993年版作马丁。